# Chador

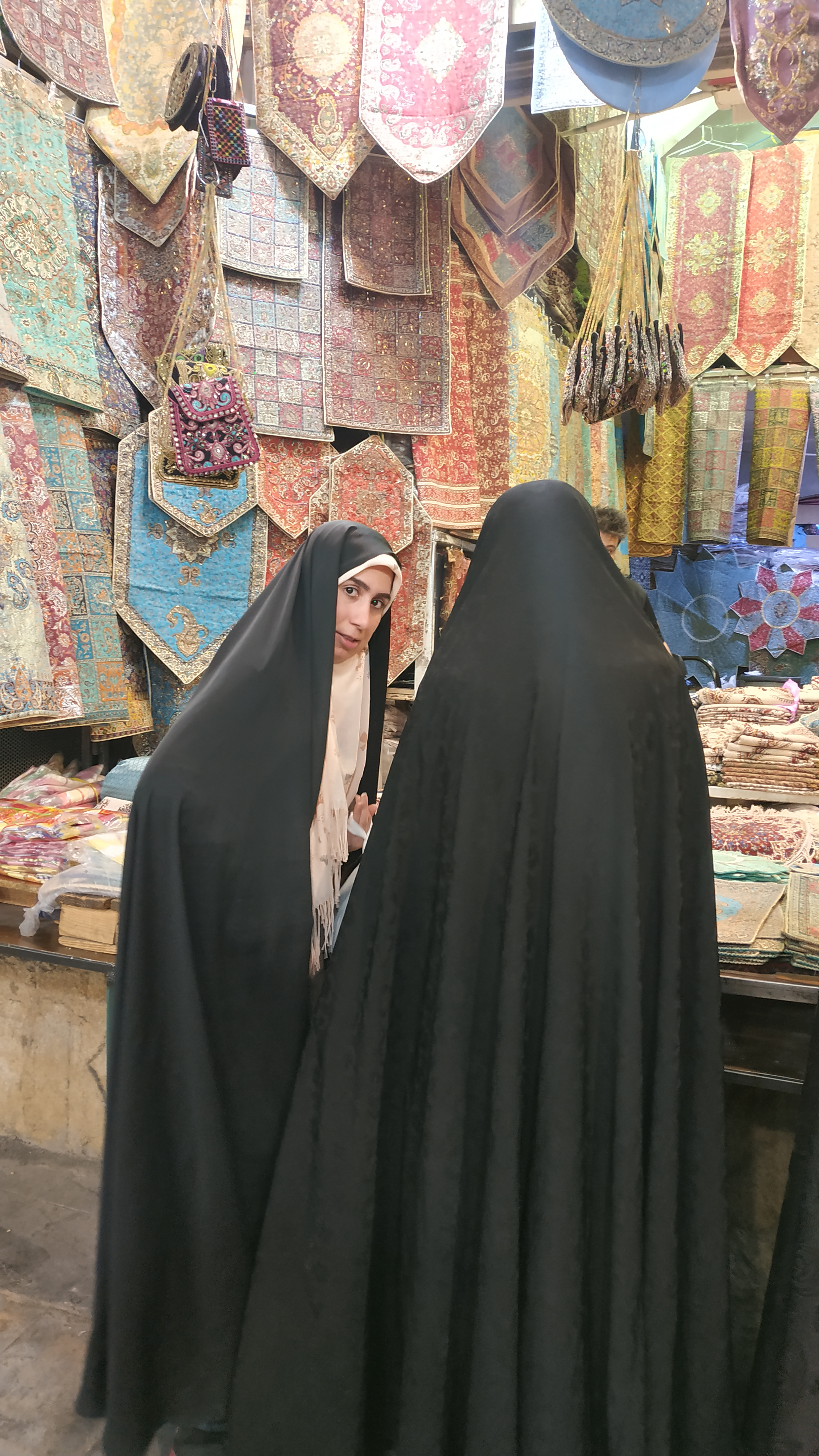
Mujeres con chador comprando en el bazar de Shiraz.

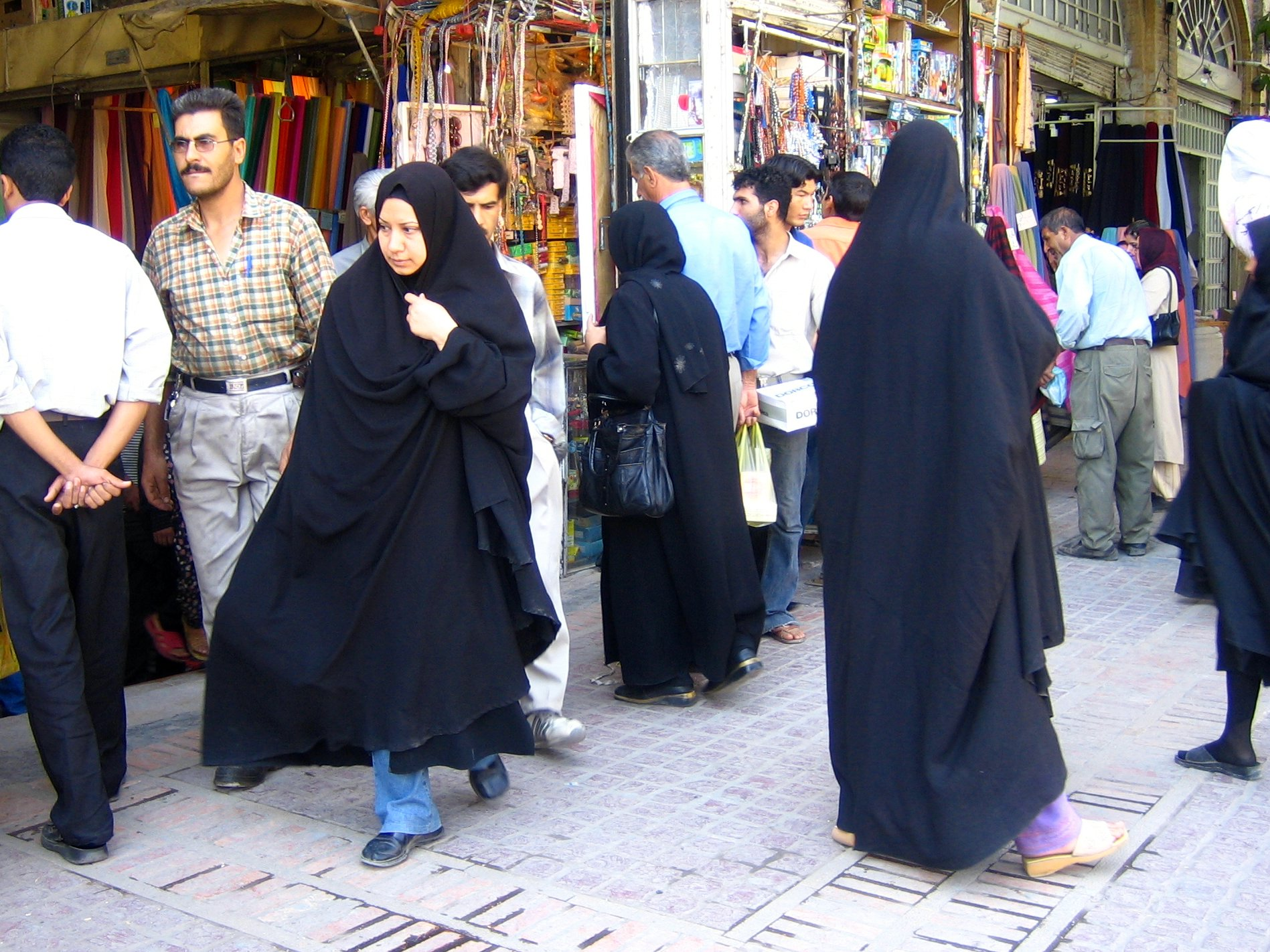
Mujeres con chador en Shiraz.

Un chador (en persa: چادر‎, romanizado: châdor) es una prenda de calle femenina típicamente iraní, consistente en una simple pieza de tela semicircular abierta por delante que se coloca sobre la cabeza, cubriendo todo el cuerpo salvo la cara. 
El color más corriente de los chadores es hoy en día el negro, si bien se observan aún también otros, en particular en el medio rural, entre las zoroastrianas y en lugares de peregrinación o ámbitos domésticos, donde son corrientes los colores claros con estampados de flores.
El chador, que remonta en su forma actual cuando menos al siglo XVIII, se generalizó en Irán como prenda de calle común durante la dinastía Kayar (1794-1925). El monarca Reza Shah lo prohibió en 1936 dentro del marco de su política general de occidentalización forzosa del país. La prohibición se relajó bajo el reinado de su hijo, el sah Mohammad Reza Pahlaví. A finales de los años 1970, la revolución iraní ve en el chador, autóctono y conforme al código vestimentario islámico (hiyab), una seña de identidad nacional e instrumento de salvaguarda de la identidad nacional y religiosa frente a la occidentalización y, así, la república islámica de Irán promociona el uso del chador y en ciertos ámbitos (edificios estatales, mezquitas o lugares de peregrinación) lo impone.